# Arcidiocesi di Saragozza

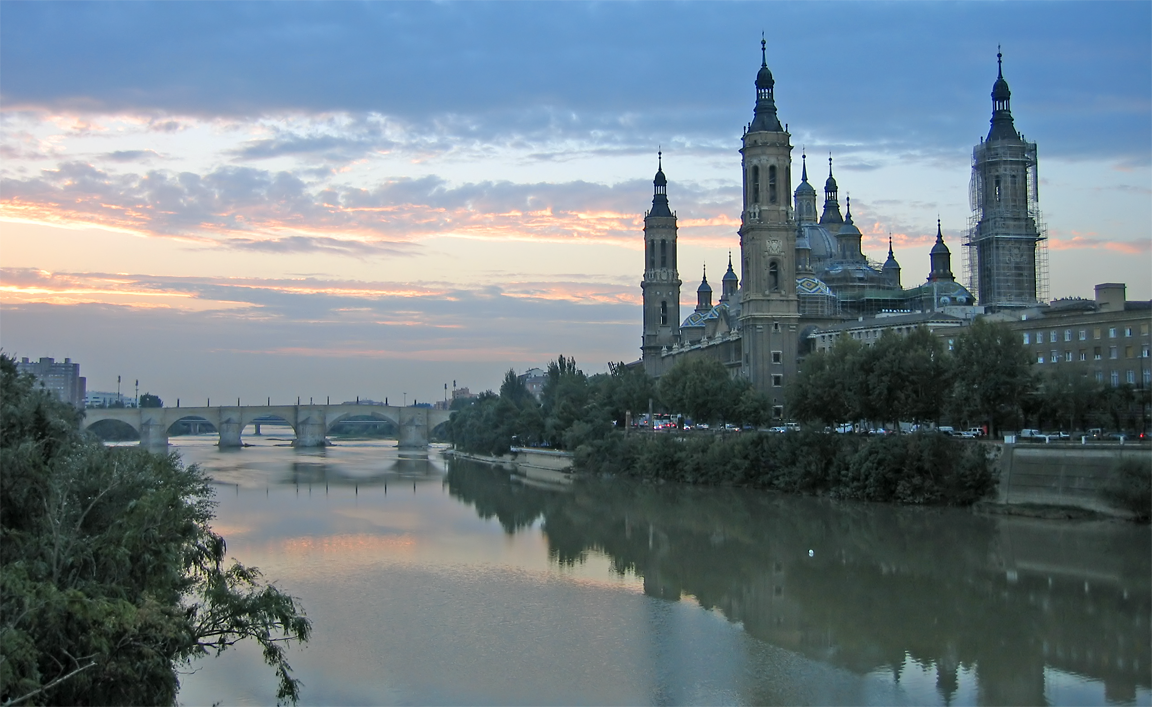
La basilica concattedrale di Nostra Signora del Pilar

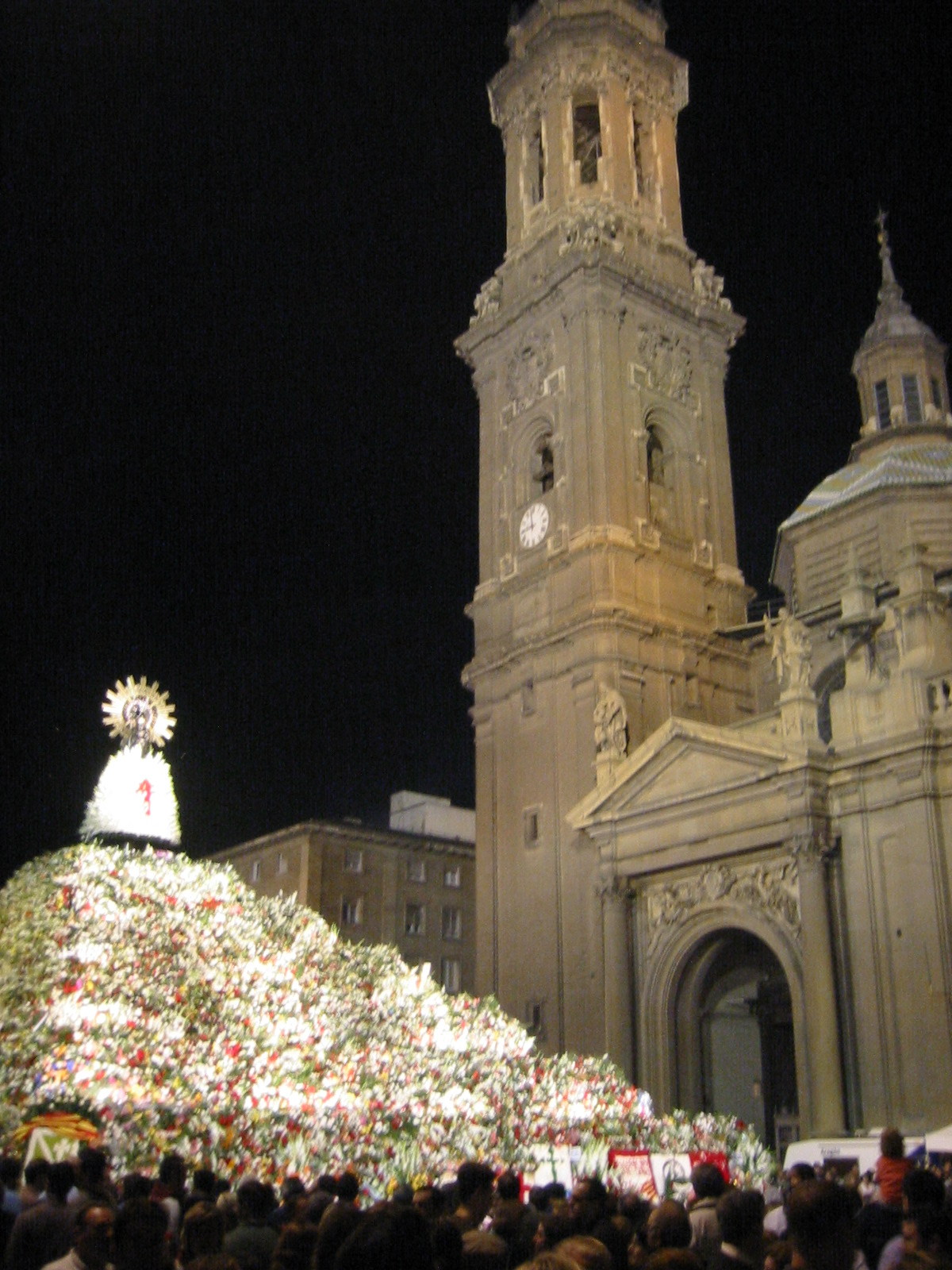
Omaggio floreale a Maria Vergine in occasione della festa del Pilar del 2004

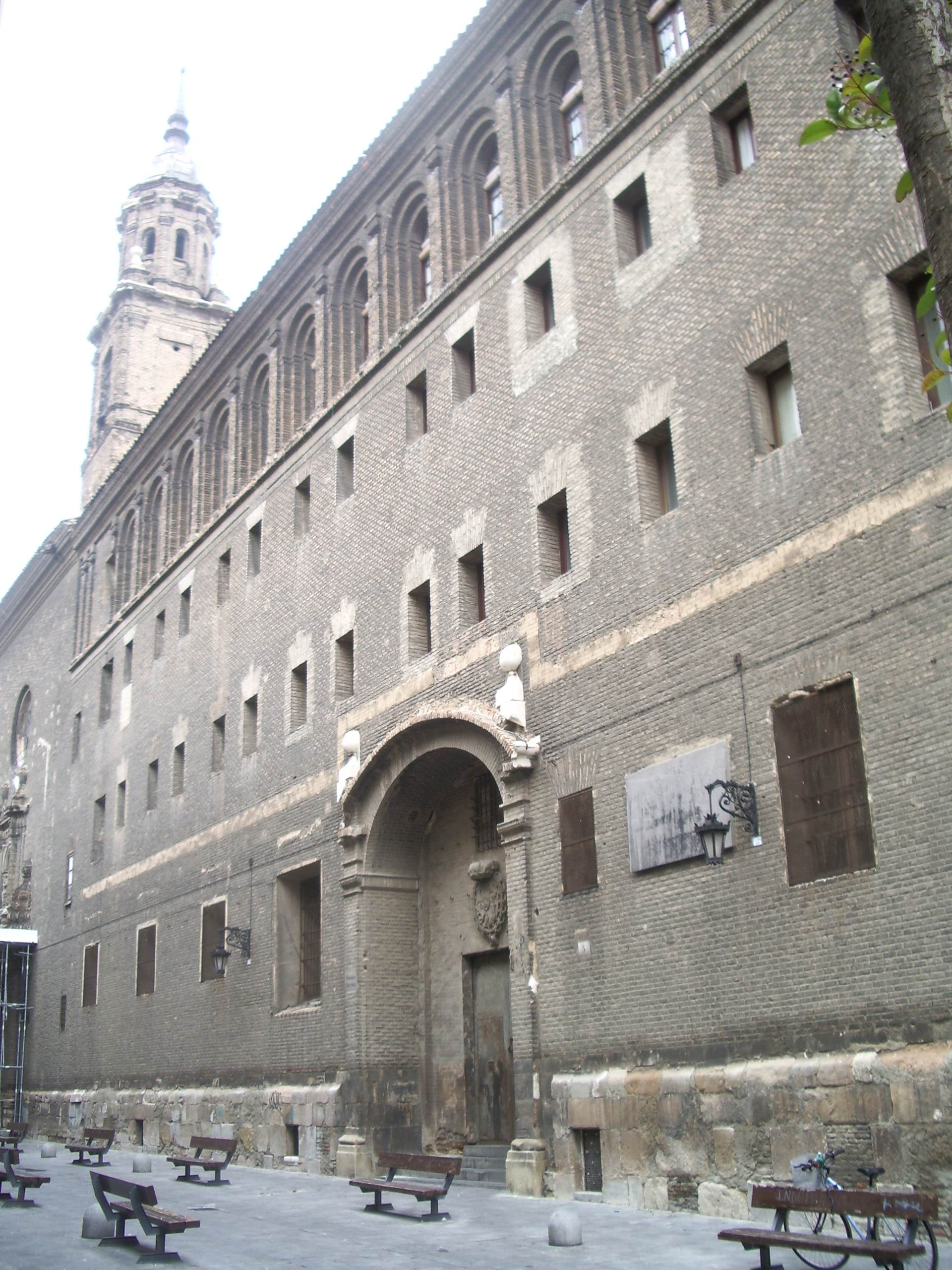
Il seminario arcivescovile di Saragozza.

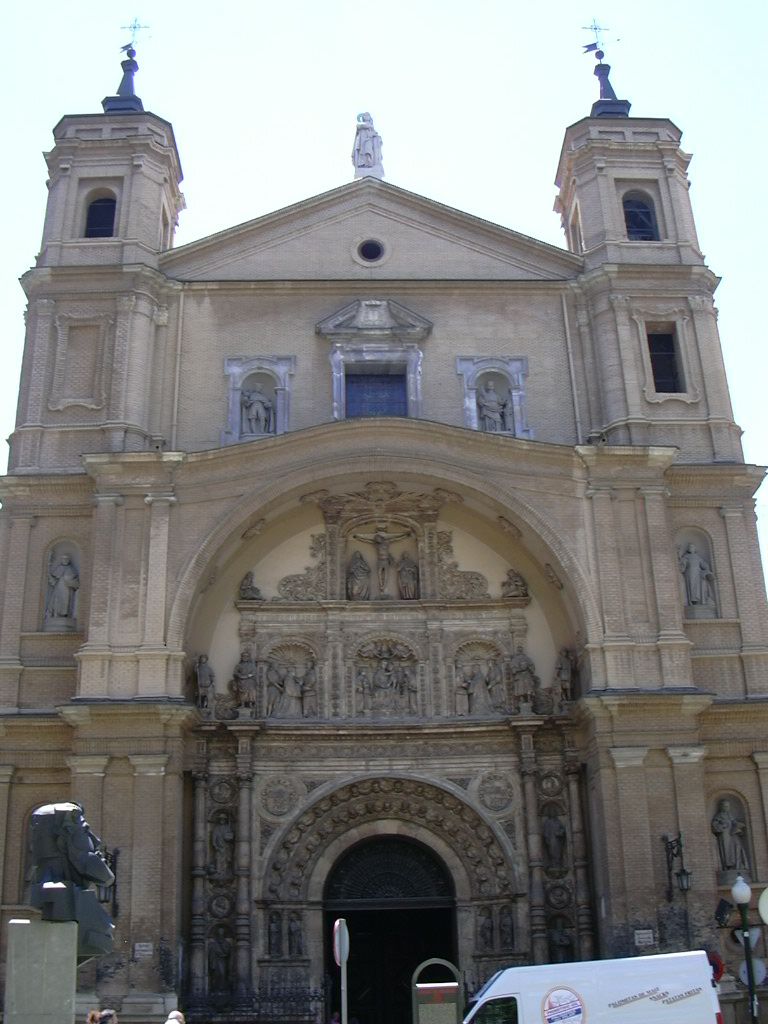
La basilica minore di Santa Engracia a Saragozza.

L'arcidiocesi di Saragozza (in latino Archidioecesis Caesaraugustana) è una sede metropolitana della Chiesa cattolica in Spagna. Nel 2023 contava 875.611 battezzati su 929.611 abitanti. È retta dall'arcivescovo Carlos Manuel Escribano Subías.

## Territorio
L'arcidiocesi comprende la provincia di Saragozza, ad eccezione della parte occidentale della provincia, che appartiene alla diocesi di Tarazona e una piccola porzione della parte settentrionale, che appartiene alla diocesi di Jaca. L'arcidiocesi comprende anche una parte della provincia di Teruel.
Sede arcivescovile è la città di Saragozza, dove si trovano la cattedrale del Santissimo Salvatore e la concattedrale di Nostra Signora del Pilar. A Saragozza sorge anche la basilica minore di Santa Engracia.
Il territorio è suddiviso in 276 parrocchie, raggruppate in 25 arcipresbiterati, a loro volta raggruppati in 7 vicariati.

### Provincia ecclesiastica
La provincia ecclesiastica di Saragozza, istituita nel 1318, comprende le seguenti suffraganee:
- la diocesi di Barbastro-Monzón
- la diocesi di Huesca
- la diocesi di Tarazona
- la diocesi di Teruel e Albarracín

## Storia

### Epoca romana (secoli I-V)
La diocesi di Saragozza è una delle più antiche di Spagna, considerato che la sua origine risale a san Giacomo apostolo, secondo una tradizione mai posta in dubbio fino a quando ne scrisse Cesare Baronio,  influenzato da una storia favolosa di Juan García Loaysa. Successivamente papa Urbano VIII ordinò la reintroduzione della versione tradizionale nel Breviario.
Strettamente legati alla tradizione della fondazione della Chiesa di Saragozza da parte di san Giacomo, sono la storia di Nostra Signora del Pilar e i santi Atanasio e Teodoro, discepoli di san Giacomo, che sono ritenuti i primi vescovi di Saraogozza.
Verso l'anno 256 appare come vescovo Felix Caesaraugustanus, che difende la vera disciplina nel caso di Basilide e Marziale, vescovi rispettivamente di Astorga e di Mérida.
San Valero, che partecipò al Concilio di Elvira, fu vescovo dal 290 al 315 e, insieme al suo discepolo e diacono san Vincenzo, soffrì il martirio durante la persecuzione di Daciano. San Vincenzo fu portato a Valencia, dove soffrì un lungo e terribile martirio. San Valero fu esiliato in un luogo chiamato Enet, vicino a Barbastro, dove morì. Le sue reliquie furono trasferite inizialmente a Roda de Isábena, ma il braccio e il capo furono recati a Saragozza dopo la reconquista della città.
Si ritiene che ci furono martiri in precedenti persecuzioni a Saragozza, come sembra indicare Prudenzio; però non esistono notizie certe prima di Valero, quando sono menzionati anche santa Engracia e i santi Innumerevoli. Si racconta che Daciano, per individuare ed eliminare i fedeli di Saragozza, ordinò che si promettesse libertà di culto alla condizione che tutti uscissero dalla città in un momento determinato e da una certa porta. Quanti passarono la porta, furono uccisi di spada e i loro corpi bruciati. Le loro ceneri furono mischiate con quelle dei criminali, di modo che non si potessero venerare. Però la pioggia separò le ceneri, formando da quelle dei martiri masse bianche, note come Santas Masas. Le Santas Masas furono deposte nella cripta della chiesa di santa Engracia, dove ancora si conservano.
Prima dell'invasione musulmana, si realizzarono tre concili nazionali a Saragozza. Il Primo concilio di Saragozza ebbe luogo nel 380 durante l'episcopato di Valerio II. Questo concilio, precedente quelli di Toledo, trattò lo sradicamento del priscillianesimo.

### Periodo visigoto (secoli V-VII)
Nel 542, durante l'assedio dei Franchi, gli abitanti di Saragozza cedettero una parte della stola impregnata di sangue di san Vincenzo come prezzo per la ritirata delle truppe.
Dal 592 al 619 fu vescovo Máximo, che partecipò al concilio di Barcellona e a quello di Egara. Durante il suo episcopato si svolse nel 592 il Secondo concilio di Saragozza contro l'arianesimo.
La sede di Saragozza fu occupata durante l'epoca visigotica da due vescovi illustri: San Braulio (631-651), che prese parte al IV, V e VI Concilio di Toledo; e Tajón (651-664), famoso per i suoi scritti e per aver scoperto a Roma la terza parte dei «Morales» di san Gregorio Magno.
Il Terzo concilio di Saragozza ebbe luogo nel 691 sotto il vescovo Valedero. Vi si decise che le regine, una volta divenute vedove, avrebbero dovuto ritirarsi in un monastero per sicurezza e per decoro.

### Periodo islamico (714 - 1118)
Durante l'occupazione islamica il culto cattolico non sparì dalla città; le chiese della Vergine e di santa Engracia furono mantenute, mentre la cattedrale fu convertita in moschea.
Dei vescovi dell'epoca ci sono giunti i nomi di Senior, che visitò sant'Eulogio a Cordova (849), di Eleca, che nell'890 fu espulso dai musulmani e si rifugiò a Oviedo. Paterno fu inviato dal re Sancho III Garcés di Navarra a Cluny, per introdurre la riforma cluniacense in Spagna, nei monasteri di San Juan de la Peña e di San Salvador de Leyre, e successivamente fu nominato vescovo di Saragozza (1040-1077).

### Periodo cristiano (1118 - 1318)
Il re Alfonso I d'Aragona riconquistò la città il 18 dicembre 1118 e nominò vescovo Pedro de Librana, che ricevette la conferma di papa Gelasio II. López, nella sua Historia de Zaragoza, scrive che Pedro de Librana dapprima ebbe come cattedrale la chiesa del Pilar e il 6 gennaio 1119 purificò la grande moschea, che dedicò al Salvatore, per farne la sede della sua cattedra. Da qui trasse origine la controversia che cominciò nel 1135, tra i canonici del Pilar e della Seo per la titolarità della cattedrale.

### Arcidiocesi di Saragozza (1318 - presente)
Nel 1318 la sede di Saragozza, fino ad allora suffragaea dell'arcidiocesi di Tarragona, fu elevata ad arcidiocesi metropolitana con la bolla Romanus Pontifex di papa Giovanni XXII del 18 luglio. Inizialmente aveva sette diocesi suffraganee.
Nelle dispute che seguirono la morte del re Martino I d'Aragona, l'arcivescovo García Fernández de Heredia (1383-1411) fu assassinato da Antonio de Luna, partitante del conte Giacomo II di Urgel.
Per più di un secolo (1458-1577) la cattedra vescovile fu appannaggio di principi di sangue reale:
- 1458-1475: Juan de Aragón, figlio naturale di re Giovanni II d'Aragona;
- 1478-1520: Alonso de Aragón (o Alfonso de Aragón), figlio illegittimo di Ferdinando II d'Aragona, che fu anche arcivescovo di Valencia fra il 1512 e il 1520.
- 1520-1530: Juan de Aragón.
- 1539-1577: Hernando de Aragón, che era stato precedentemente abate del monastero cistercense di Veruela.

Il 15 settembre 1485, Pietro d'Arbués, canonico della cattedrale di Saragozza e inquisitore maggiore d'Aragona, fu aggredito e ucciso nella cattedrale probabilmente da convertiti. In risposta all'assassinio, centinaia di conversos furono arrestati e ne furono giustiziati da cento a duecento, compresi gli assassini. Successivamente PIetro d'Arbués fu beatificato e canonizzato.
Il 31 luglio 1577 la diocesi cedette una porzione del suo territorio a vantaggio dell'erezione della diocesi di Teruel (oggi diocesi di Teruel e Albarracín).
Saragozza aveva due seminari: quello dei santi Valerio e Braulio, fondato dall'arcivescovo Agustín de Lezo y Palomeque nel 1788, fu distrutto da un'esplosione e ricostruito nel 1824 dall'arcivescovo Bernardo Francés Caballero e quello di san Carlo Borromeo, precedentemente un collegio dei gesuiti, trasformato in seminario per decisione di re Carlo III.
Nel XIX secolo l'arcidiocesi subì gravi conseguenze dalla Guerra d'indipendenza e dalle guerre carliste.
Il 2 settembre 1955, in forza del decreto Initis inter della Congregazione concistoriale, furono rivisti i confini dell'arcidiocesi per farli coincidere con quelli della provincia civile, in applicazione del concordato tra la Santa Sede e il governo spagnolo del 1953. L'arcidiocesi di Saragozza perse una buona porzione del suo territorio per la cessione di 7 arcipresbiterati alla diocesi di Teruel e di altri 2 alla diocesi di Tarazona, e il trasferimento di 10 parrocchie alle diocesi di Jaca, Pamplona, Tarazona e Tortosa. Acquisì solamente 7 parrocchie dalle diocesi di Huesca, Lleida e Tortosa. Queste decisioni risolsero la secolare anomalia rappresentata dalla chiesa di santa Engracia, che pur trovandosi nel centro di Saragozza, fino ad allora apparteneva alla diocesi di Huesca.
Il 1º settembre 2006 è stata approvata la nuova suddivisione dell'arcidiocesi in vicariati e arcipresbiterati.

## Cronotassi dei vescovi
Si omettono i periodi di sede vacante non superiori ai 2 anni o non storicamente accertati.
- Sant'Atanasio †
- San Teodoro †
- Sant'Epitteto †
- Felice † (254)
- Valerio † (circa 277)
- San Valerio † (290 - 315)
- Valerio †
- Clemente † (326)
- Casto † (346)
- Valero † (380)
- Anonimo † (menzionato nel 463/465)[1]
- Vicente I † (menzionato nel 516)[2]
- Eleuterio ? †
- Juan † (menzionato nel 546)[3]
  - Vicente II † (menzionato nel 580 circa) (vescovo ariano)[4]
- Simplicio † (menzionato nel 589)[4]
- Máximo † (prima del 599 - dopo il 614)[4]
- Juan † (619 - circa 631 deceduto)[4]
- San Braulio † (631 - circa 651 deceduto)[4]
- Tajón † (circa 651 - dopo il 655)[4]
- Valderedo † (prima del 683 - dopo il 693)[4]
- Senior † (839 - 863)
- Eleca † (864 - 902)
- Juan † (971)
- Paterno † (1040 - 1077)
- Julián † (1077 - 1110)
- Vicente † (1111)
- Pedro † (1112)
- Bernardo † (1113 - 1114)
- Pedro de Librana † (1119 - 1128)
- Esteban † (1128 - 1130)
- García Urrea de Majones † (1130 - 1136 deceduto)
- Guillermo † (1137 - 1138)
- Bernardo † (1139 - 1152 dimesso)
- Pietro di Torroja † (1153 - dopo l'8 marzo 1184)
- Raimundo de Castillazuelo † (1184 - circa dicembre 1199 deceduto)
- Rodrigo de Rocaberti † (1200 - 1200 deceduto)
- Ramón de Castrocol † (1201 - 1216 deceduto)
- Sancho de Ahones † (1216 - 11 settembre 1236 deceduto)
- Bernardo de Monteagudo † (1236 - 8 marzo 1239 deceduto)
- Vicente de Aragón † (1239 - 15 febbraio 1244 deceduto)
- Rodrigo de Ahones † (1244 - 2 febbraio 1248 deceduto)
- Arnaldo (Arnau) de Peralta † (25 agosto 1248 - luglio 1271 deceduto)
- Sancho de Peralta † (1271 - 1272 deceduto)
- Pedro Garcés de Januas † (1272 - 1280 deceduto)
- Fortún de Bergua † (circa 1282 - 1289 deposto)
- Hugo de Mataplana † (14 maggio 1289 - 1296 deceduto)
- Jimeno de Luna † (5 luglio 1296 - 26 marzo 1317 nominato arcivescovo di Tarragona)
- Pedro López de Luna, O.S.A. † (26 marzo 1317 -  22 febbraio 1345 deceduto)
- Pedro Aznar de Roda ? † (1º marzo 1345 - 1347 deceduto)
- Pierre de la Montre, O.S.B.Clun. † (2 marzo 1345 - 10 gennaio 1347 nominato arcivescovo di Narbona)
- Guillaume d'Aigrefeuille il Vecchio † (19 gennaio 1347 - 10 dicembre 1350 dimesso)
- Lope Fernández de Luna † (28 settembre 1351 - circa 1380 nominato patriarca di Gerusalemme)
- García Fernández de Heredia † (13 ottobre 1383 - 1º luglio 1411 deceduto)
- Francisco Pérez Clemente † (13 novembre 1415 - 7 giugno 1419 nominato patriarca di Gerusalemme)
- Alonso de Argüello, O.P. † (7 giugno 1419 - febbraio 1429 deceduto)
- Francisco Pérez Clemente † (4 novembre 1429 - 1430) (per la seconda volta)
- Dalmau de Mur † (18 giugno 1431 - 12 settembre 1456 deceduto)
- Juan de Aragón † (30 giugno 1458 - 19 novembre 1475 deceduto)
- Ausias Despuig † (15 dicembre 1475 - 1478 dimesso)
- Alonso de Aragón † (14 agosto 1478 - 24 febbraio 1520 deceduto)
- Juan II de Aragón † (28 marzo 1520 - 25 novembre 1530 deceduto)
- Fadrique de Portugal Noreña, O.S.B. † (23 febbraio 1532 - 15 gennaio 1539 deceduto)
- Hernando de Aragón, O.Cist. † (21 maggio 1539 - 29 gennaio 1577 deceduto)
- Bernardo de Fresneda, O.F.M. † (14 ottobre 1577 - 22 dicembre 1577 deceduto)
- Andrés Santos de Sampedro † (27 aprile 1579 - 13 novembre 1585 deceduto)
- Andrés Cabrera Bobadilla † (13 ottobre 1586 - 25 agosto 1592 deceduto)
- Alfonso Gregorio † (10 marzo 1593 - 27 ottobre 1602 deceduto)
- Tomás de Borja † (30 aprile 1603 - 7 settembre 1610 deceduto)
- Pedro Manrique de Lara, O.S.A. † (8 aprile 1611 - 7 giugno 1615 deceduto)
- Pedro González de Mendoza, O.F.M. † (8 febbraio 1616 - 2 ottobre 1623 nominato arcivescovo (titolo personale) di Sigüenza)
- Juan Martínez de Peralta, O.S.H. † (29 gennaio 1624 - 5 ottobre 1629 deceduto)
- Martín Terrer Valenzuela, O.S.A. † (22 aprile 1630 - 28 novembre 1631 deceduto)
- Juan Guzmán, O.F.M. † (6 giugno 1633 - 1º marzo 1634 deceduto)
- Pedro Apaolaza Ramírez, O.S.B. † (8 gennaio 1635 - 21 giugno 1643 deceduto)
- Juan Cebrián Pedro, O. de M. † (18 aprile 1644 - 27 dicembre 1662 deceduto)
- Francisco de Gamboa, O.S.A. † (2 luglio 1663 - 22 maggio 1674 deceduto)
  - Francisco de Lara † (1º marzo 1674 - 23 ottobre 1675 deceduto) (vescovo eletto)
- Diego de Castrillo † (16 novembre 1676 - 9 giugno 1686 deceduto)
- Antonio Ibáñez de la Riva Herrera † (28 aprile 1687 - 3 settembre 1710 deceduto)
  - Sede vacante (1710-1714)
- Manuel Pérez de Araciel y Rada † (13 giugno 1714 - 27 settembre 1726 deceduto)
- Tomás Crespo Agüero † (17 marzo 1727 - 3 marzo 1742 deceduto)
- Francisco Ignacio Añoa Busto † (24 settembre 1742 - 22 febbraio 1764 deceduto)
- Luis García Mañero † (26 novembre 1764 - 20 luglio 1767 deceduto)
- Juan Sáenz de Bururaga † (25 gennaio 1768 - 14 maggio 1777 deceduto)
- Bernardo Velarde Velarde † (1º marzo 1779 - 12 giugno 1782 deceduto)
- Agustín Lezo Palomeque † (15 dicembre 1783 - 10 febbraio 1796 deceduto)
- Joaquín Company Soler, O.F.M. † (18 dicembre 1797 - 11 agosto 1800 nominato arcivescovo di Valencia)
- Ramón José de Arce † (20 luglio 1801 - 15 luglio 1816 dimesso)
- Manuel Vicente Martínez Jiménez † (22 luglio 1816 - 9 febbraio 1823 deceduto)
- Bernardo Francés Caballero † (27 settembre 1824 - 13 dicembre 1843 deceduto)
  - Sede vacante (1843-1847)
- Manuel María Gómez de las Rivas † (17 dicembre 1847 - 17 giugno 1858 deceduto)
- Manuel García Gil, O.P. † (23 dicembre 1858 - 28 aprile 1881 deceduto)
- Francisco de Paula Benavides y Navarrete, O.S.Iacobi † (13 maggio 1881 - 30 marzo 1895 deceduto)
- Vicente Alda y Sancho † (2 dicembre 1895 - 16 febbraio 1901 deceduto)
- Antonio María Cascajares y Azara † (18 aprile 1901 - 27 luglio 1901 deceduto)
- Juan Soldevilla y Romero † (16 dicembre 1901 - 4 giugno 1923 deceduto)
- Rigoberto Domenech y Valls † (16 dicembre 1924 - 30 maggio 1955 deceduto)
- Casimiro Morcillo González † (21 settembre 1955 - 27 marzo 1964 nominato arcivescovo di Madrid)
- Pedro Cantero Cuadrado † (20 maggio 1964 - 3 giugno 1977 ritirato)
- Elías Yanes Álvarez † (3 giugno 1977 - 2 aprile 2005 ritirato)
- Manuel Ureña Pastor (2 aprile 2005 - 12 novembre 2014 dimesso)
- Vicente Jiménez Zamora (12 dicembre 2014 - 6 ottobre 2020 ritirato)
- Carlos Manuel Escribano Subías, dal 6 ottobre 2020

## Statistiche
L'arcidiocesi nel 2023 su una popolazione di 929.611 persone contava 875.611 battezzati, corrispondenti al 94,2% del totale.
| anno | popolazione | popolazione | popolazione | presbiteri | presbiteri | presbiteri | presbiteri                | diaconi | religiosi | religiosi | parrocchie |
| anno | battezzati  | totale      | %           | numero     | secolari   | regolari   | battezzati per presbitero | diaconi | uomini    | donne     | parrocchie |
| ---- | ----------- | ----------- | ----------- | ---------- | ---------- | ---------- | ------------------------- | ------- | --------- | --------- | ---------- |
| 1950 | 570.000     | 570.000     | 100,0       | 679        | 418        | 261        | 839                       |         | 624       | 1.327     | 371        |
| 1969 | 615.228     | 616.428     | 99,8        | 797        | 437        | 360        | 771                       |         | 552       | 2.344     | 183        |
| 1980 | 847.512     | 864.427     | 98,0        | 841        | 466        | 375        | 1.007                     |         | 649       | 2.020     | 276        |
| 1990 | 766.000     | 785.000     | 97,6        | 802        | 454        | 348        | 955                       |         | 628       | 2.199     | 278        |
| 1999 | 770.000     | 794.000     | 97,0        | 711        | 405        | 306        | 1.082                     |         | 527       | 1.973     | 274        |
| 2000 | 770.000     | 794.000     | 97,0        | 701        | 409        | 292        | 1.098                     |         | 498       | 1.973     | 275        |
| 2001 | 770.000     | 794.000     | 97,0        | 704        | 420        | 284        | 1.093                     |         | 491       | 1.973     | 274        |
| 2002 | 770.000     | 794.000     | 97,0        | 698        | 418        | 280        | 1.103                     |         | 495       | 1.844     | 274        |
| 2003 | 770.000     | 794.000     | 97,0        | 718        | 419        | 299        | 1.072                     |         | 516       | 1.844     | 275        |
| 2004 | 770.000     | 794.000     | 97,0        | 703        | 414        | 289        | 1.095                     |         | 507       | 1.844     | 272        |
| 2010 | 873.040     | 917.040     | 95,2        | 676        | 388        | 288        | 1.291                     |         | 386       | 1.577     | 275        |
| 2014 | 900.213     | 936.403     | 96,1        | 597        | 373        | 224        | 1.507                     |         | 354       | 1.431     | 277        |
| 2017 | 876.176     | 910.176     | 96,3        | 544        | 344        | 200        | 1.610                     |         | 308       | 1.335     | 277        |
| 2020 | 892.936     | 926.936     | 96,3        | 513        | 318        | 195        | 1.740                     | 3       | 281       | 1.235     | 276        |
| 2022 | 876.329     | 930.329     | 94,2        | 449        | 298        | 151        | 1.951                     | 8       | 243       | 1.129     | 276        |
| 2023 | 875.611     | 929.611     | 94,2        | 459        | 295        | 164        | 1.907                     | 8       | 249       | 1.077     | 276        |